# Indigofera floribunda
Indigofera floribunda är en ärtväxtart som beskrevs av Nicholas Edward Brown. Indigofera floribunda ingår i släktet indigosläktet, och familjen ärtväxter. Inga underarter finns listade i Catalogue of Life.